# Saint-Pierre-à-Champ
Pour les articles homonymes, voir Saint-Pierre.
Ne doit pas être confondu avec Saint-Pierre-du-Champ.
Saint-Pierre-à-Champ est une ancienne commune française située dans le département des Deux-Sèvres et la région Nouvelle-Aquitaine. Depuis 2017, c'est une commune déléguée de la commune nouvelle de Val en Vignes.

## Géographie
Situé sur la rive droite de la Soire, le village est traversé par les routes D32 et D61.

## Histoire
Ce village fait partie de la sénéchaussée de Saumur jusqu'en 1790.
Le 1er janvier 1973, la commune de Saint-Pierre-à-Champ est rattachée à celle de Cersay sous le régime de la fusion-association. Le 1er janvier 2017, la commune associée de Saint-Pierre-à-Champ devient une commune déléguée au sein de la commune nouvelle de Val en Vignes.

## Administration
| Période                                  | Période  | Identité        | Étiquette | Qualité |
| ---------------------------------------- | -------- | --------------- | --------- | ------- |
| 1996                                     | 2014     | Raymond Jacquet |           |         |
| 2014                                     | En cours | Laurent Tocreau |           |         |
| Les données manquantes sont à compléter. |          |                 |           |         |

## Démographie
| 1793 | 1800 | 1806 | 1821 | 1831 | 1836 | 1841 | 1846 | 1851 |
| ---- | ---- | ---- | ---- | ---- | ---- | ---- | ---- | ---- |
| 407  | 453  | 466  | 522  | 440  | 413  | 421  | 451  | 467  |

| 1856 | 1861 | 1866 | 1872 | 1876 | 1881 | 1886 | 1891 | 1896 |
| ---- | ---- | ---- | ---- | ---- | ---- | ---- | ---- | ---- |
| 451  | 467  | 524  | 525  | 531  | 526  | 541  | 543  | 496  |

| 1901 | 1906 | 1911 | 1921 | 1926 | 1931 | 1936 | 1946 | 1954 |
| ---- | ---- | ---- | ---- | ---- | ---- | ---- | ---- | ---- |
| 525  | 536  | 538  | 480  | 497  | 489  | 503  | 509  | 476  |

| 1962 | 1968 | - | - | - | - | - | - | - |
| ---- | ---- | - | - | - | - | - | - | - |
| 483  | 416  | - | - | - | - | - | - | - |

## Lieux et monuments
- Église
- Monument aux morts de 1914-1918 et 1939-1945